# Marina, Duchess of Kent

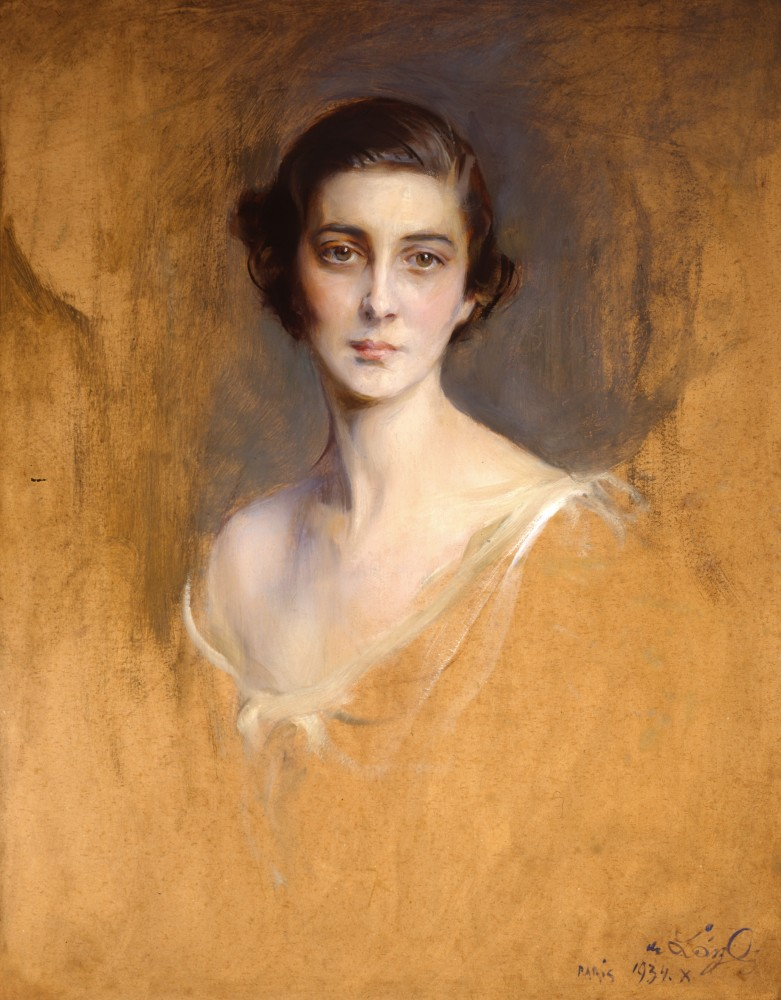
Marina, Duchess of Kent, Porträt von Philip Alexius de László (1934)

HRH Princess Marina, Duchess of Kent GCVO GBE CI; geborene Prinzessin von Griechenland und Dänemark (* 30. Novemberjul. / 13. Dezember 1906greg. in Athen; † 27. August 1968 im Kensington Palace, London) war durch Heirat ein Mitglied der britischen königlichen Familie. Prinzessin Marina war die letzte ausländische Prinzessin, die in die britische Königsfamilie einheiratete, spätere königliche Bräute waren entweder britische Adlige oder Bürgerliche.

## Leben

### Kindheit und Jugend

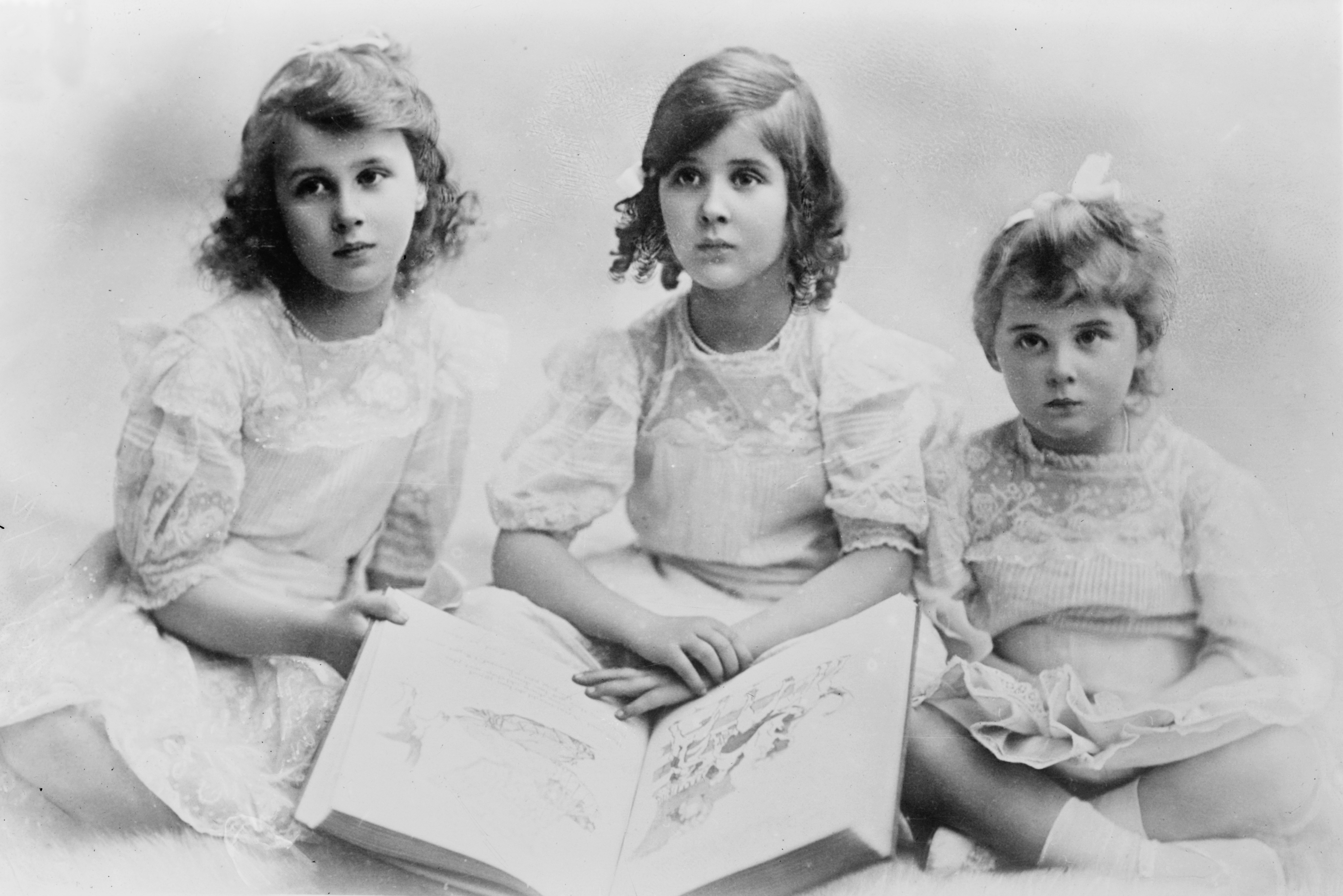
Prinzessinnen Olga, Elisabeth und Marina von Griechenland (um 1910)

Prinzessin Marina von Griechenland und Dänemark wurde am 13. Dezember 1906 im Nikolai-Palast in Athen geboren. Sie war die jüngste der drei Töchter von Prinz Nikolaus von Griechenland, dem dritten Sohn von König Georg I. von Griechenland und Großfürstin Jelena Wladimirowna Romanowa, einer Enkelin von Zar Alexander II. von Russland. Ende des Jahres 1906 wurde sie getauft. Ihre Paten waren  König Georg I. von Griechenland, König Eduard VII. von Großbritannien, Prinzessin Maria von Teck (spätere Queen Mary), Prinz Andreas von Griechenland, Großfürst Boris Wladimirowitsch Romanow und Prinzessin Victoria Melita von Sachsen-Coburg und Gotha.
Zusammen mit ihren Schwestern Olga und Elisabeth wuchs Marina zumeist bei den Großeltern väterlicherseits in Athen auf. Sie erhielt eine für die damalige Zeit übliche Erziehung durch englische Kindermädchen und wurde von Hauslehrern in Fremdsprachen, Geschichte und Mathematik unterrichtet. Sie wurde besonders religiös und fromm erzogen, was durch ihre Großmutter Königin Olga sehr gefördert wurde. Trotzdem genoss sie in ihrer Kindheit viele Freiheiten und durchstreifte oft die Paläste und Gärten.
Marinas Eltern verreisten häufig mit ihren Kindern und verbrachten die Sommermonate außerhalb Griechenlands. Anlässlich der Beisetzung ihres Paten König Eduard VII. im Jahr 1910, reiste die Familie nach Großbritannien. Dort traf Marina ihre Patin und spätere Schwiegermutter Maria von Teck, die sie und ihre Schwestern während des Aufenthaltes wie ihre eigenen Kinder behandelte.
Nach dem Sturz der Monarchie musste die Familie arm ins Exil gehen. Die Prinzessin war damals elf Jahre alt und verbrachte ihre Jugend aus diesem Grund vor allem in Paris.

### Heirat und Nachkommen

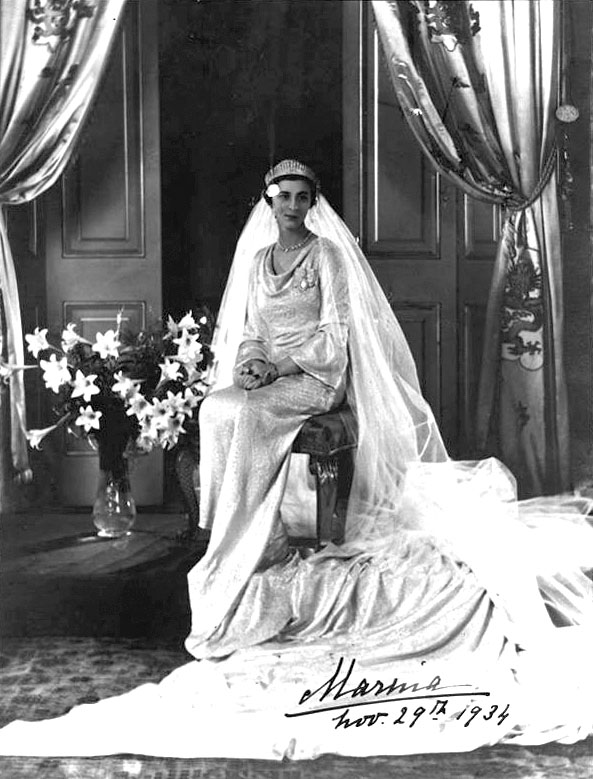
Prinzessin Marina am Tag ihrer Hochzeit (1934)

Ihren zukünftigen Ehemann Prinz George, 1. Duke of Kent, vierter Sohn von König Georg V. und ihrer Patentante Königin Maria, traf sie 1932 in London. Im August 1934 wurde die Verlobung bekannt gegeben. Am 29. November 1934 heirateten George und Marina in der Westminster Abbey, London. Da die Braut griechisch-orthodox war, fand eine zweite, nach griechisch-orthodoxem Ritus gehaltene Zeremonie nach der eigentlichen Trauung in der Kapelle des Buckingham Palaces statt. Das Brautkleid entwarf der französische Designer Edward Moleyneux. Marinas Brautjungfern waren ihre Cousinen, die griechischen Prinzessinnen Irene, Eugenie und Katharina, die Cousine ihrer Mutter, Großfürstin Kira Kirillowna Romanowa, ihre Cousine Prinzessin Juliana der Niederlande, die Nichte ihres Mannes, Prinzessin Elisabeth von York sowie Lady Iris Mountbatten und Lady Mary Cambridge.  Die Royal School of Needlework (Königliche Schule der Handarbeiten) schenkte dem Paar als Hochzeitsgeschenk eine Steppdecke.
Das Paar hatte drei Kinder:
- Prinz Edward (* 9. Oktober 1935); ⚭ 1961 Katharine Worsley
- Prinzessin Alexandra (* 25. Dezember 1936); ⚭ 1963 Angus Ogilvy
- Prinz Michael (* 4. Juli 1942); ⚭ 1978 Marie Christine von Reibnitz

Während des Zweiten Weltkrieges ließ sich Prinzessin Marina unter dem Namen „Schwester Kay“ zur Krankenschwester ausbilden und schloss sich der Zivilkrankenschwester-Reserve an. Der Duke of Kent starb am 25. August 1942, wenige Wochen nach der Taufe des jüngsten Kindes, bei einem Flugzeugunglück in Schottland. Er war Passagier an Bord einer Short Sunderland, als diese aufgrund eines Unwetters im schottischen Caithness abstürzte.

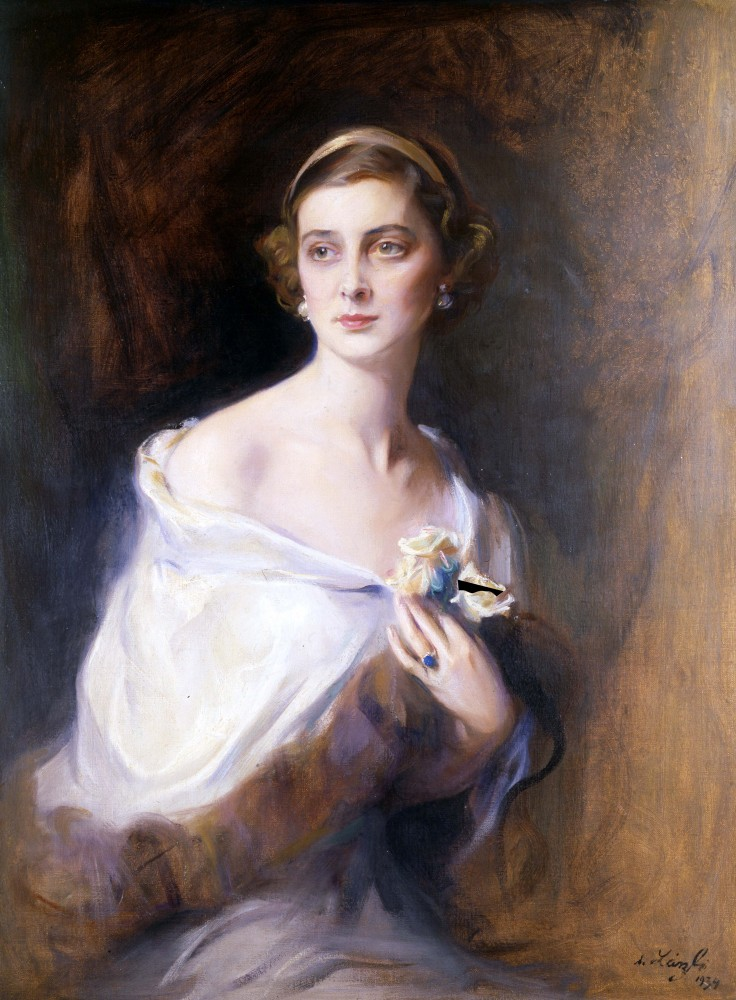
Porträt von Philip Alexius de László (1934)

### Späteres Leben
Nach dem Tod ihres Mannes kam Prinzessin Marina weiterhin ihren königlichen Repräsentationspflichten nach und war bei der Bevölkerung sehr beliebt. Infolge des Todes von Prinz Georg verlor die Duchess ihren Anspruch auf die Apanage des Staates. Finanzielle Unterstützung erhielt sie daraufhin von ihrer Schwiegermutter, der Königinmutter Mary, und von ihrem Schwager, dem König.
Durch ihre Hochzeit im Jahre 1934 wurde sie „Her Royal Highness The Duchess of Kent, Countess of St. Andrews, Baroness Downpatrick“. Sie blieb aber eine Prinzessin von Griechenland und Dänemark suo jure. Kurz vor der Hochzeit ihres Sohnes, des neuen Duke of Kent, mit Katharine Worsley, gab Prinzessin Marina bekannt, dass sie den Titel „Her Royal Highness Princess Marina, Duchess of Kent“, statt „HRH The Dowager Duchess of Kent“ annehmen wolle. Dies geschah mit ausdrücklicher Genehmigung ihrer Nichte, Königin Elisabeth II. Diese überließ ihr auch eine Wohnung im Kensington Palace.
Prinzessin Marina war für ihre scharfe Zunge bekannt. Angeblich nannte sie ihre beiden Schwägerinnen, Königin Elizabeth, die Königinmutter, und Alice, Duchess of Gloucester, beide „nur“ aus dem schottischen Adel, „gewöhnliche schottische Mädchen“.
Prinzessin Marina starb 1968 im Kensington Palace an einem Gehirntumor.

## Titulatur

Wappen von Prinzessin Marina

- 1906–1934 Ihre Königliche Hoheit Prinzessin Marina von Griechenland und Dänemark
- 1934–1937 Her Royal Highness The Duchess of Kent
- 1937 Her Royal Highness The Duchess of Kent, GBE
- 1937–1948 Her Royal Highness The Duchess of Kent, GBE, CI
- 1948–1961 Her Royal Highness The Duchess of Kent, GCVO, GBE, CI
- 1961–1968 Her Royal Highness Princess Marina, Duchess of Kent, GCVO, GBE, CI